# Panal (geometría)

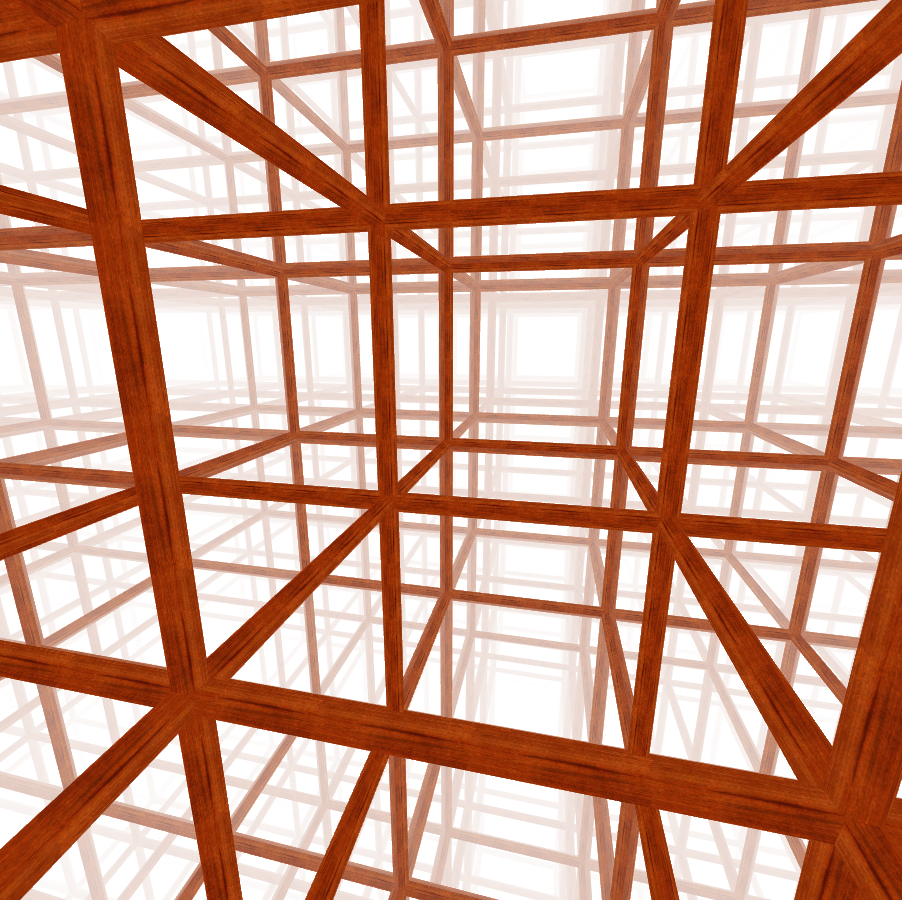
Panal cúbico

En geometría, un panal es un empaquetado de poliedros o celdas que llena el espacio de modo que no quedan huecos. Es una generalización de la teselación a espacios de mayores dimensiones. Así la clasificación de panales para distintas dimensiones viene indicado por la notación panal-n. 
Los panales se construyen normalmente en espacios euclidianos pero también pueden ser construidos en espacios no euclidianos, como los panales hiperbólicos.

## Clasificación

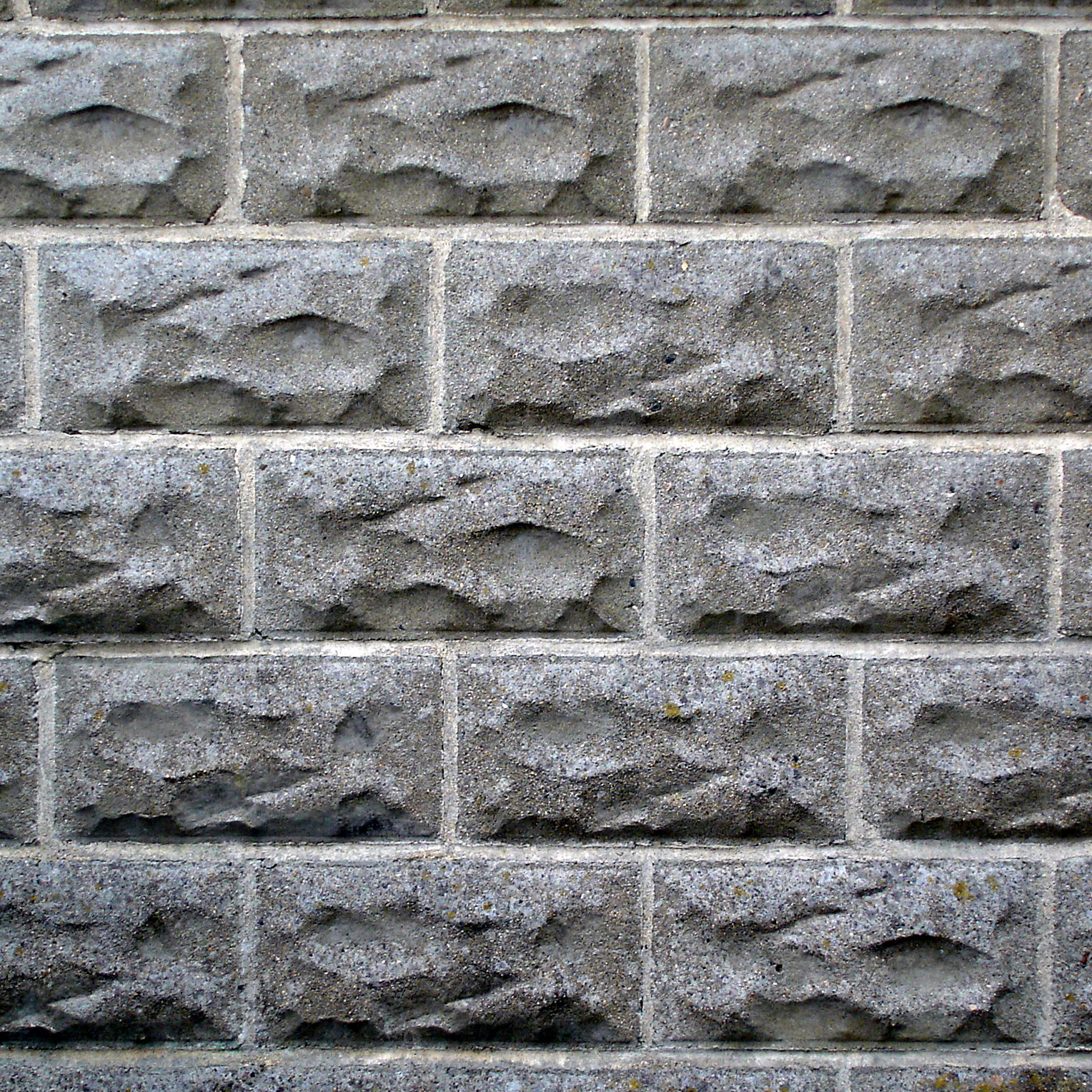
Es posible rellenar el plano con polígonos que no unan sus esquinas, por ejemplo el uso de rectángulos, como en el patrón de los ladrillos de la pared. El representado en la imagen no es un buen teselado debido a que las esquinas parten a lo largo del borde de un ladrillo vecino. Del mismo modo, en un panal propiamente dicho no debe haber bordes o vértices que parten a lo largo de la cara de una celda vecina. Sin embargo, si interpretamos cada cara de un ladrillo como un hexágono con dos ángulos interiores de 180 grados, el patrón resultante sí será un teselado correcto. Sin embargo, no todos los geómetras aceptan tales hexágonos.

Hay infinitos tipos de panales, de los cuales sólo algunos se han podido clasificar. Los más regulares son los que más interés han atraído pero hay muchas otras variedades por investigar y descubrir.
Los panales más sencillos de construir se forman por apilamiento de capas o bloques de prismas basados en alguna teselación del plano. En particular, cualquier panal basado en paralelepípedos llena el espacio, siendo el panal cúbico el caso más especial pues es el único panal regular en el espacio euclidiano ordinario. Otra familia interesante es la compuesta de tetraedros de Hill (en inglés) y sus generalizaciones.

### Panales-n uniformes
Un panal-3 uniforme es un panal tridimensional compuesto de celdas poliédricas uniformes cuyos vértices son todos idénticos. A los 28 ejemplos convexos en el espacio tridimensional euclidiano también se les denomina panales Arquimedianos.
Así mismo, se define panal regular a aquel en el que el grupo de isometrías que preservan el entramado actúan de forma transitiva en cualquier vértices externo de las celdas. De este modo, cada panal regular es automáticamente panal uniforme. 
Como ya hemos dicho, en el espacio 3D euclidiano solo hay un panal regular, el panal cúbico, habiendo también dos panales cuasi-regulares (formados a partir de dos celdas regulares): 
| Tipo            | Panal cúbico regular | Panales cuasi-regulares |
| Celdas          | Cúbico               | Octaedro Y tetraedro    |
| --------------- | -------------------- | ----------------------- |
| Capa de bloques |                      |                         |

El panal tetraédrico-octaédrico y el panal tetraédrico-octaédrico girado se generan mediante 3 o 2 posiciones de capas de bloques de celdas, cada una alternando un tetraedro con un octaedro.

### Poliedros cubre-espacio
Un panal que tiene todas las celdas idénticas dentro de sus simetrías se dice que es isocórico o de celda transitiva. En el espacio euclidiano tridimensional, una celda de tal tipo de panal se denomina poliedro cubre-espacio. Una condición necesaria para que un poliedro sea cubre-espacio es que su invariante de Dehn (en inglés) sea cero, de manera que todos los sólidos platónicos excepto el cubo quedan descartados.
Solo hay cinco poliedros capaces de teselar el espacio euclidiano 3D usando traslaciones. Se llaman paraleloedros y son los siguientes:
1. Panal cúbico (o variaciones: cuboide, hexaedro rómbico o paralelepípedo)
2. Panal prismático hexagonal
3. Panal dodecaedrico rómbico
4. Panal dodecaédrico alargado
5. Panal cúbico bitruncado

| Panal cúbico           | Panal prismático hexagonal | Dodecaédrico rómbico   | Dodecaédrico elongado    | Octaédrico truncado    |
| Cubo (paralelepípedo)  | Prisma hexagonal           | Dodecaedro rómbico     | Dodecaedro elongado      | Octaedro truncado      |
|                        |                            |                        |                          |                        |
| 3 longitudes de arista | 3+1 longitudes de arista   | 4 longitudes de arista | 4+1 longitudes de arista | 6 longitudes de arista |

Otros ejemplos de poliedros cubre-espacio conocidos son:
- El panal prismático triangular
- El panal prismático triangular girado
- El panal triaquis tetraédrico truncado
- El panal dodecaédrico trapezorrómbico
- Entramado isoédrico

### Otros panales con dos o más poliedros
A veces, dos o más poliedros pueden ser combinados para llenar el espacio. Aparte de los panales uniformes, un buen ejemplo de ello es la estructura Weaire-Phelan, observada en la estructura de los cristales de hidrato de gas.
Estructura de Weaire-Phelan

### 3-panales no convexos
Los casos documentados son pocos. Existen dos clases que pueden ser distinguidas:
- Celdas no convexas que se empaquetan sin superponerse, entre los que se incluye el pequeño dodecaedro rómbico estrellado como en el cubo de Yoshimoto.
- La superposición de celdas cuyas densidades positivas y negativas se anulan formando un continuo uniformemente denso, análogo a la superposición ordenada en el plano.

### Panales hiperbólicos
En el espacio hiperbólico tridimensional, el ángulo diédrico de un poliedro depende de su tamaño.  Así, los panales hiperbólicos regulares incluyen dos con cuatro o cinco dodecaedros unidos en cada borde; sus ángulos diédricos son π/2 y 2π/5, siendo ambos menores que los de un dodecaedro euclidiano.  Aparte de este efecto, los panales hiperbólicos obedecen a las mismas limitaciones topológicas que los panales euclidianos y polícoros.

## Dualidad de 3-panales
Para cada panal, hay un panal dual que se puede construir intercambiando:
-celdas por vértices
-caras para aristas
Los panales regulares se dualizan con facilidad:
- El panal cúbico es su propio dual
- El panal octaedrotetraédrico es dual del dodecaedrorrómbico
- Los bloques de panales derivados de teselados planos uniformes son duales unos entre otros, igual que sus teselas.
- Los duales de los panales arquimedianos restantes son todos transitivos respecto a sus celdas

## ¿Por qué las abejas eligen esta forma hexagonal?
Si las celdas de los panales fuesen cuadradas optimizarían el espacio pero estos seres vivos sufren una metamorfosis y necesitan un espacio adecuado para su nueva anatomía. Si las celdas fueran cilíndricas serían perfectas pero la cantidad de cera utilizada no las beneficiaria. Es por esto por lo que las abejas siempre construyen sus celdas en hexágonos perfectos, maximizando la superficie útil.